# Rebecca (film, 1940)
Pour les articles homonymes, voir Rebecca.
Pour plus de détails, voir Fiche technique et Distribution.
Rebecca est le premier film américain réalisé par Alfred Hitchcock, sorti en 1940. C'est l'adaptation du roman de Daphné du Maurier publié en 1938. 
Il s'agit de l'histoire de l'emprise du souvenir d'une femme morte sur celui qui fut son mari ainsi que sur la nouvelle épouse de celui-ci et sur leur gouvernante, un an après sa mort.

## Synopsis
Mrs Edythe Van Hopper, accompagnée de sa jeune dame de compagnie, en villégiature à Monte-Carlo  croise un riche veuf, Maxim de Winter. Ce dernier n'a aucun mal à séduire la jeune femme et, dans la foulée, à l'épouser et l'emmener dans sa demeure ancestrale de Manderley, quelque part sur la mystérieuse côte de Cornouailles.

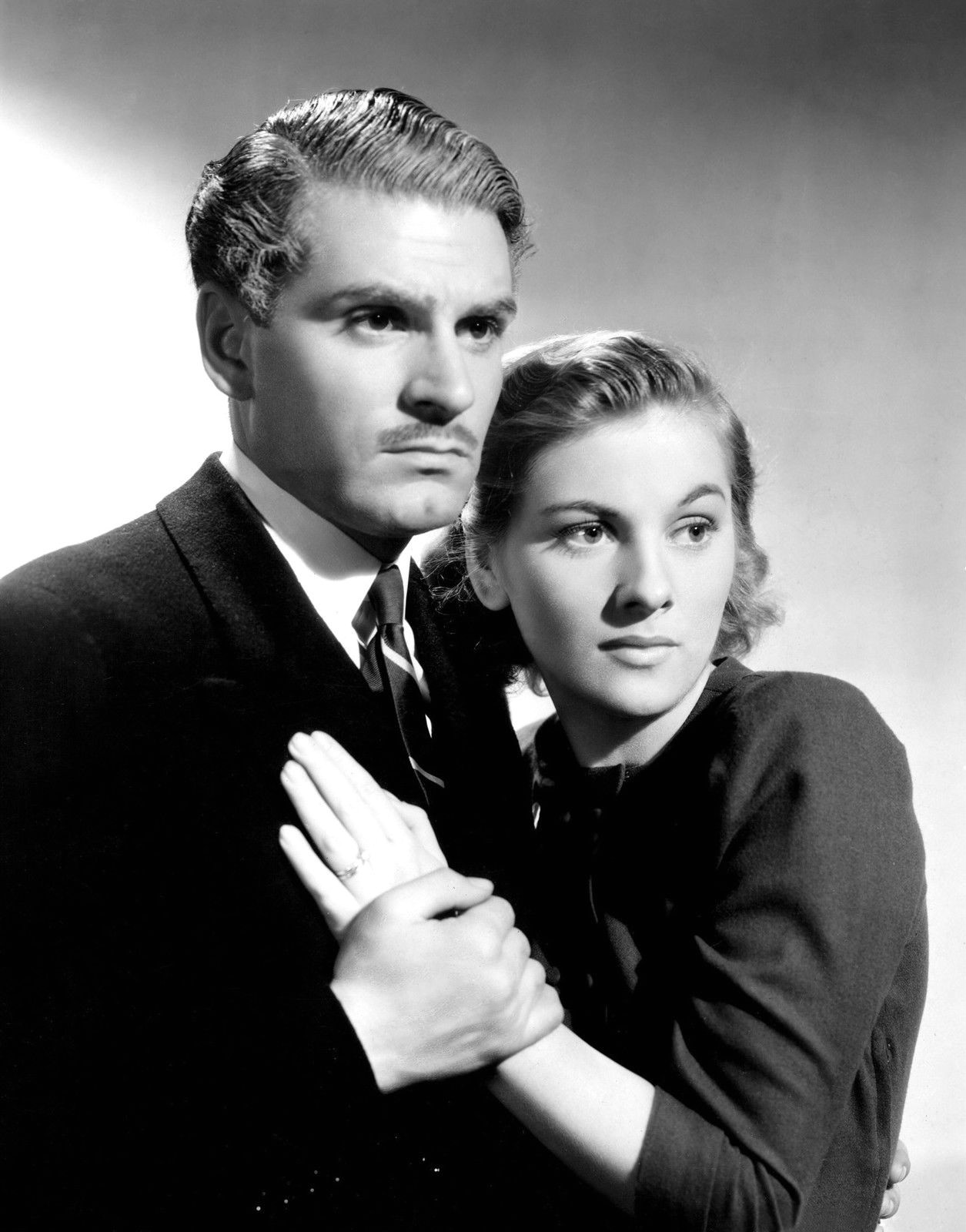
Laurence Olivier et Joan Fontaine.

Les premiers contacts avec le personnel du château, régenté par la peu amène gouvernante Mrs Danvers, sont d'abord difficiles, la jeune épouse ne se sentant pas à la hauteur. Quant à Mrs Danvers, attachée depuis toujours au service de feue Mrs de Winter, Rebecca, et lui vouant une passion sans limite, même à titre posthume, elle n'accepte pas l'intrusion de l'« usurpatrice » et affiche ouvertement son inimitié.
Le souvenir de l'épouse disparue et vénérée continue de hanter le sombre château. Les incidents se multiplient avec Mrs Danvers, Maxim de Winter fait preuve de sautes d'humeur et d'accès de colère, jusqu'à l'ouverture du bal qu'il a accepté et dont il laisse l'organisation à sa nouvelle épouse.

## Fiche technique
- Titre : Rebecca
- Réalisation : Alfred Hitchcock
- Scénario : Joan Harrison, Robert E. Sherwood
- Adaptation : Philip MacDonald, Michael Hogan (en), d'après le roman de Daphné du Maurier
- Décors : Lyle Wheeler
- Photographie : George Barnes, Archie Stout (seconde équipe, non crédité)
- Montage : Hal C. Kern, James E. Newcom et W. Donn Hayes (en) (non crédité)
- Effets spéciaux : Jack Cosgrove (en)
- Musique : Franz Waxman et Hans Sommer (musique additionnelle)
- Production : David O. Selznick pour Selznick International Pictures
- Pays de production :  États-Unis
- Format : Noir et blanc - 35 mm - 1,37:1 - Mono
- Genre : Drame, thriller, romance
- Langue : anglais
- Durée : 130 minutes
- Dates de sortie en salles : 
  - États-Unis : 
    - 27 mars 1940 (première mondiale à Los Angeles)
    - 28 mars 1940 (première à New York)
    - 12 avril 1940 (sortie nationale)

  - France : 22 mai 1947
- Affiches : Macario Gómez Quibus (Espagne), Boris Grinsson (France)

## Distribution

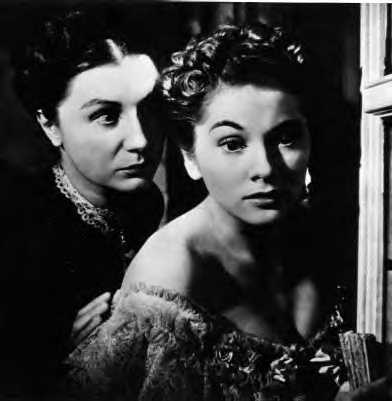
Judith Anderson et Joan Fontaine.

- Laurence Olivier (VF : Marc Valbel) : Maxim de Winter dit « Max » (George Fortescue Maximilien de Winter) (George Victor Maximilien de Winter dans la VF)
- Joan Fontaine (VF : Mony Dalmès) : la nouvelle Mrs de Winter
- George Sanders (VF : René Fleur) : Jack Favell (Jacques dans la VF) (le cousin de Rebecca, un vendeur de voitures)
- Judith Anderson (VF : Tania Balachova) : Mrs  Danvers dite « Danny » (la gouvernante)
- Nigel Bruce (VF : Camille Guérini) : le major Giles Lacy, beau-frère de Maxim
- Reginald Denny (VF : Gérard Férat) : Frank Crawley, intendant et ami de Maxim
- C. Aubrey Smith (VF : Henry Valbel) : le colonel Julyan, juge de paix local
- Gladys Cooper (VF : Maya Noël) : Beatrice Lacy, sœur de Maxim
- Florence Bates (VF : Germaine Kerjean) : Mrs Edythe Van Hopper
- Melville Cooper : Coroner
- Leo G. Carroll (VF : Jean Gournac) : Dr Baker
- Leonard Carey (VF : Jean d'Yd) : Ben
- Lumsden Hare : Tabbs
- Edward Fielding : Frith
- Philip Winter : Robert
- Forrester Harvey : Chalcroft
- Billy Bevan (VF : Alfred Argus) : le policier (non crédité)
- Gino Corrado : le directeur de l'hôtel (non crédité)

## Autour du film
- Rebecca est le seul film d'Hitchcock qui a obtenu l'Oscar du meilleur film (attribué au producteur et non au réalisateur).
- Bien que Rebecca soit le premier film qu'il a tourné en Amérique, Alfred Hitchcock n'en reste pas moins fidèle à son Royaume-Uni natal. En effet, l'histoire (dont les scènes-clé se déroulent dans un manoir de la côte de Cornouailles) est adaptée d'un roman de l'auteur britannique Daphné du Maurier.
- Hitchcock comptait sur la popularité du roman afin de promouvoir son premier film américain. Un slogan disait You loved the novel, you'll live the film (Vous avez aimé le roman, vous vivrez le film).
- Hitchcock apparaît en caméo dans le dernier quart du film : il se trouve à proximité de la cabine téléphonique d'où Favell appelle ou a appelé Mrs Danvers pour lui décrire la tournure que prennent les événements. Deux versions de la scène existent. Une  des versions semble avoir été coupée au montage dans certaines adaptations,l'autre moins flagrante est visible sur toutes les adaptations[2],[3],[4].
- La collaboration Selznick-Hitchcock fut orageuse. Le producteur remania de nombreuses scènes[5], ce qui incita par la suite Alfred Hitchcock à tourner en utilisant la technique du tourné-monté (en suivant le fil du scénario), afin d'offrir moins de latitude d'intervention au directeur du studio.
- La silhouette de Mrs Danvers (Judith Anderson) fut reprise pour le personnage de Lady Trémaine, la marâtre du dessin animé Cendrillon (1950) de Walt Disney Pictures[6],[7].
- Ce film a fait l'objet de nombreuses interprétations (cf. notamment le documentaire The Celluloid Closet) selon lesquelles le scénario suggérerait une relation saphique entre Mrs Danvers et Rebecca. Ces interprétations s'appuient surtout sur la scène où Mrs Danvers exhibe et caresse les dessous et manteaux de fourrure de la défunte, puis proclame la passion qu'elle éprouvait à son égard ; sous-entendus repris dans la scène où Max De Winter révèle à sa nouvelle épouse qu'il découvrit peu de temps après son premier mariage « la vraie nature » de Rebecca.
- Le château de Manderley a inspiré Orson Welles pour son Xanadu, le gigantesque château du film Citizen Kane.
- Le film a fait l'objet d'un remake, Rebecca, réalisé par Ben Wheatley et sorti en 2020 sur la plateforme Netflix.
- Le film a été entièrement tourné  en Californie, et essentiellement dans des décors, c'est pour cela que  l’on ne voit jamais la façade de Manderley en plein jour.

## Commentaires
Citations de Hitchcock :
- « Ce n'est pas un film d'Hitchcock. C'est une sorte de conte et l'histoire elle-même appartient à la fin du XIXe siècle. C'était une histoire assez vieux jeu, assez démodée. Rebecca est une histoire qui manque d'humour. »

- « Je pense que d'une certaine manière, le film est l'histoire d'une maison ; on peut aussi dire que la maison est un des trois personnages principaux du film. Souvenez-vous que la maison n'avait aucune situation géographique ; elle était complètement isolée. C'est instinctif de ma part. Je dois garder cette maison isolée pour m'assurer que la peur y sera sans recours. La maison dans Rebecca est éloignée de tout. Vous ne savez même pas de quelle ville elle dépend. »

## Récompenses
- Oscars du cinéma (Academy Awards) 1941 :
  - Oscar du meilleur film : David O. Selznick, producteur
  - Oscar de la meilleure photographie : George Barnes

À cela s'ajoutent 9 nominations dans d'autres catégories :
- Oscar du meilleur acteur : Laurence Olivier
- Oscar de la meilleure actrice : Joan Fontaine
- Oscar de la meilleure actrice de second rôle : Judith Anderson
- Oscar de la meilleure direction artistique : Lyle R. Wheeler
- Oscar du meilleur réalisateur : Alfred Hitchcock
- Oscar des meilleurs effets visuels : Jack Cosgrove (photographie) et Arthur Johns (son)
- Oscar du meilleur montage : Hal Kern
- Oscar de la meilleure musique de film : Franz Waxman
- Oscar du meilleur scénario adapté : Joan Harrison et Robert E. Sherwood